# Reiner (cráter)

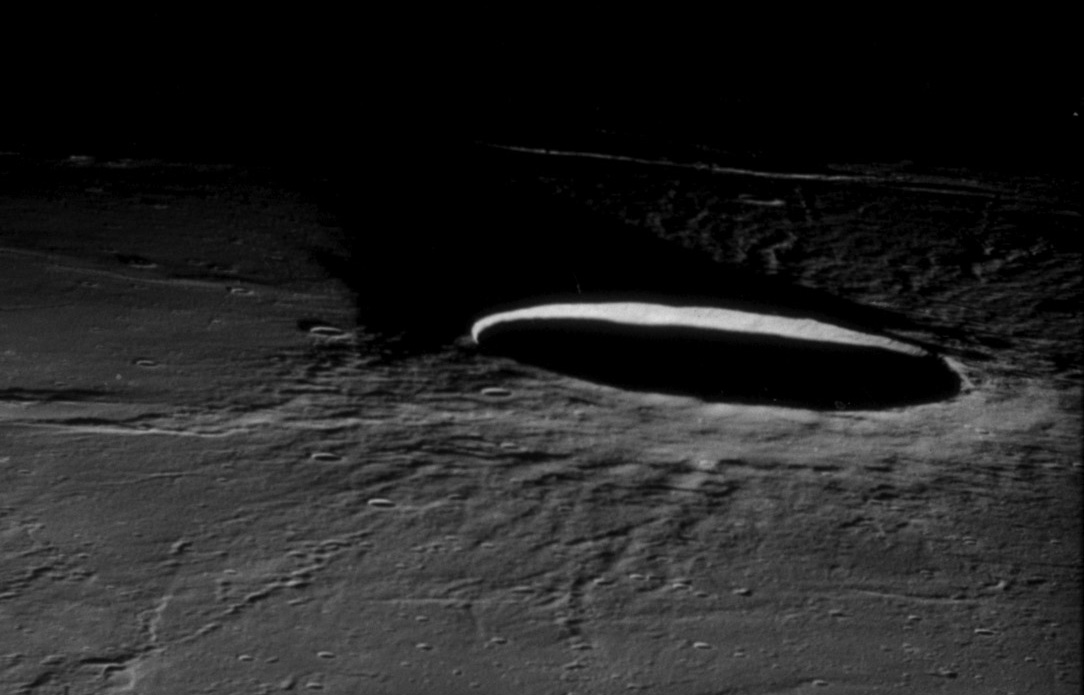
Vista oblicua de Reiner sobre el terminador lunar. Fotografía de la misión Apolo 12

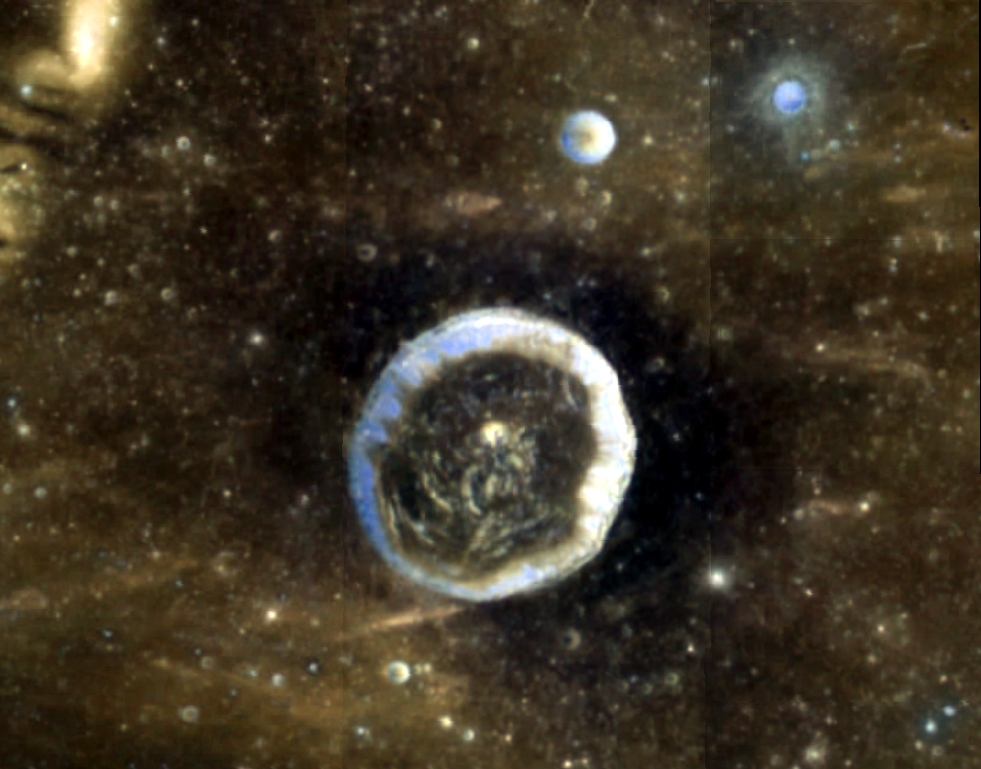
Fotografía de la misión Clementine (1994)

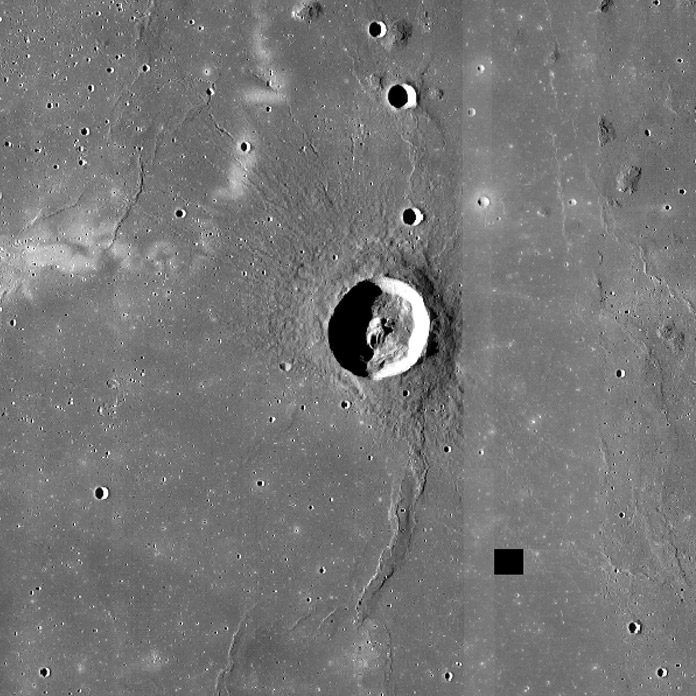
Fotografía de la misión Lunar Reconnaissance Orbiter

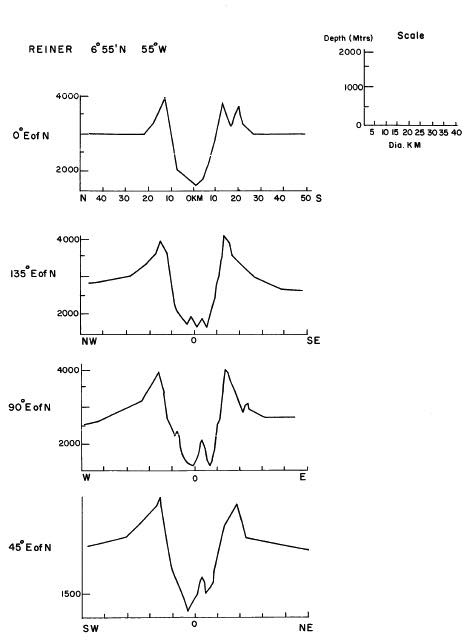
Perfiles transversales del cráter

Reiner es un cráter de impacto situado sobre en el Oceanus Procellarum, en la parte occidental de la Luna. Tiene un borde casi circular, pero su apariencia es ovalada debido al escorzo. El perfil del brocal aparece bien definido, sin muestras de erosión por otros impactos. En el punto medio del irregular suelo del cráter posee un pico central. Por fuera del borde posee una serie de rampas onduladas que se extiende a través del mare a lo largo de aproximadamente la mitad del diámetro del cráter.
|  |

Al oeste-noroeste del cráter, también en el Océano Procellarum, se halla Reiner Gamma, una inusual marca sobre la superficie lunar con forma de pez, constituida por un material de alto albedo similar al de un sistema de marcas radiales.

## Cráteres satélite
Por convención estos elementos son identificados en los mapas lunares poniendo la letra en el lado del punto medio del cráter que está más cercano a Reiner.
|        | \| Reiner \| Coordenadas \| Diámetro \| \| ------ \| --------------------------- \| -------- \| \| A \| 5°12′N 51°24′O / 5.2, -51.4 \| 10 km \| \| C \| 3°30′N 51°30′O / 3.5, -51.5 \| 7 km \| \| E \| 1°54′N 49°36′O / 1.9, -49.6 \| 4 km \| \| G \| 3°18′N 54°18′O / 3.3, -54.3 \| 3 km \| \| H \| 9°06′N 54°42′O / 9.1, -54.7 \| 8 km \| \| K \| 8°06′N 53°54′O / 8.1, -53.9 \| 3 km \| \| L \| 8°00′N 54°36′O / 8.0, -54.6 \| 6 km \| \| M \| 8°36′N 56°06′O / 8.6, -56.1 \| 3 km \| \| N \| 5°24′N 57°30′O / 5.4, -57.5 \| 4 km \| \| Q \| 1°24′N 50°54′O / 1.4, -50.9 \| 3 km \| \| R \| 3°42′N 55°30′O / 3.7, -55.5 \| 45 km \| \| S \| 2°12′N 50°42′O / 2.2, -50.7 \| 4 km \| \| T \| 3°42′N 52°12′O / 3.7, -52.2 \| 2 km \| \| U \| 4°06′N 52°30′O / 4.1, -52.5 \| 3 km \| |          |
| Reiner | Coordenadas | Diámetro |
| A      | 5°12′N 51°24′O / 5.2, -51.4 | 10 km    |
| C      | 3°30′N 51°30′O / 3.5, -51.5 | 7 km     |
| E      | 1°54′N 49°36′O / 1.9, -49.6 | 4 km     |
| G      | 3°18′N 54°18′O / 3.3, -54.3 | 3 km     |
| H      | 9°06′N 54°42′O / 9.1, -54.7 | 8 km     |
| K      | 8°06′N 53°54′O / 8.1, -53.9 | 3 km     |
| L      | 8°00′N 54°36′O / 8.0, -54.6 | 6 km     |
| M      | 8°36′N 56°06′O / 8.6, -56.1 | 3 km     |
| N      | 5°24′N 57°30′O / 5.4, -57.5 | 4 km     |
| Q      | 1°24′N 50°54′O / 1.4, -50.9 | 3 km     |
| R      | 3°42′N 55°30′O / 3.7, -55.5 | 45 km    |
| S      | 2°12′N 50°42′O / 2.2, -50.7 | 4 km     |
| T      | 3°42′N 52°12′O / 3.7, -52.2 | 2 km     |
| U      | 4°06′N 52°30′O / 4.1, -52.5 | 3 km     |